# Peniocereus viperinus
Peniocereus viperinus är en kaktusväxtart som först beskrevs av Frédéric Albert Constantin Weber, och fick sitt nu gällande namn av Franz Buxbaum. Peniocereus viperinus ingår i släktet Peniocereus och familjen kaktusväxter. Inga underarter finns listade i Catalogue of Life.